# Nasenaffe

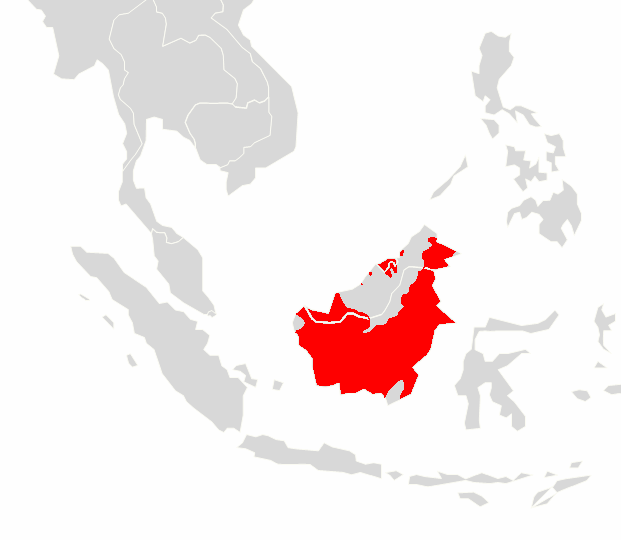
Verbreitungsgebiet des Nasenaffen

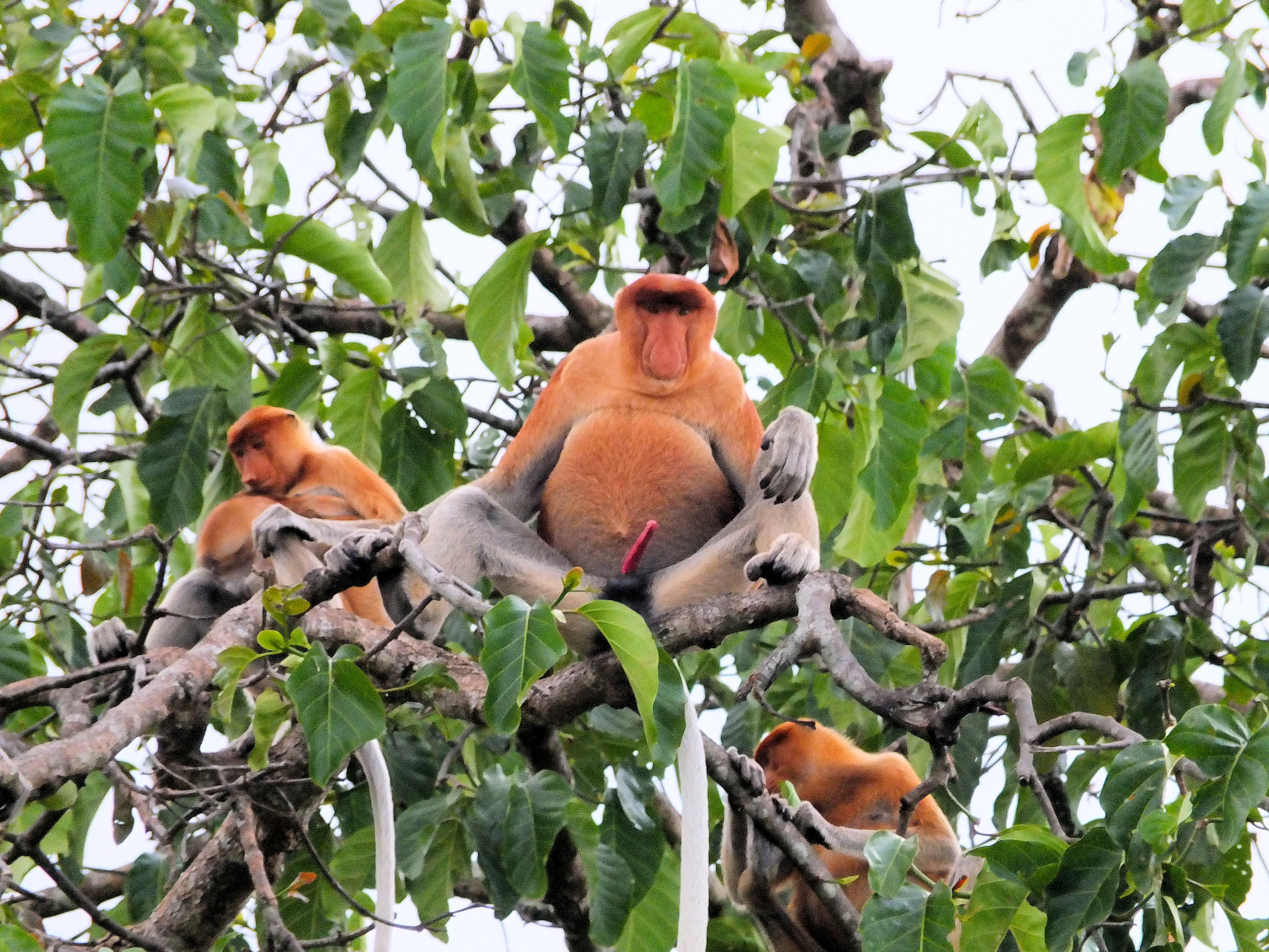
Nasenaffen

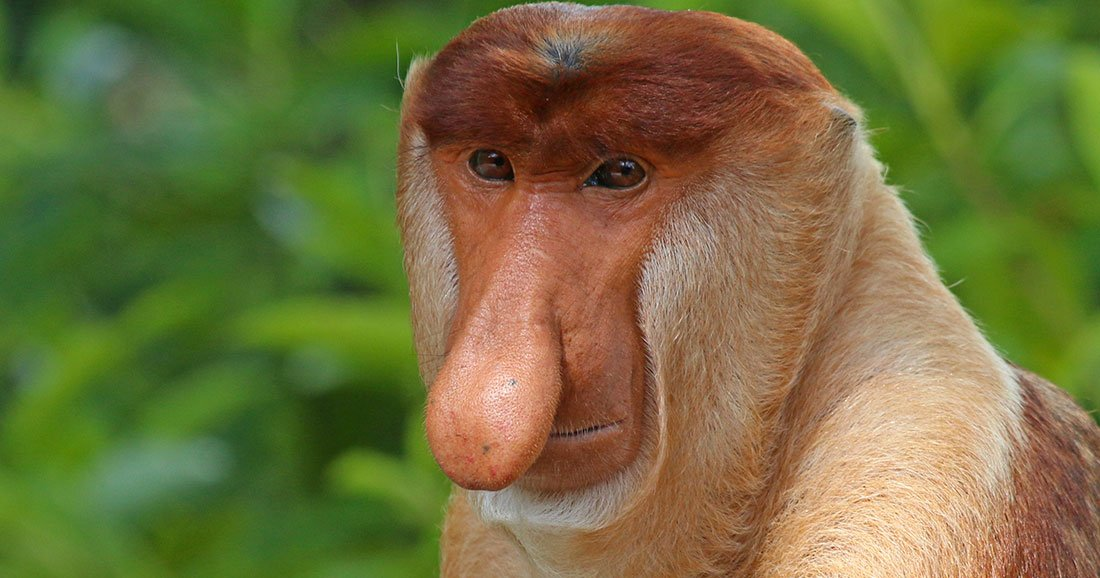
Männchen

Der Nasenaffe (Nasalis larvatus) ist eine Primatenart aus der Gruppe der Schlankaffen aus der Familie der Meerkatzenverwandten (Cercopithecidae).

## Verbreitung
Der Nasenaffe kommt ausschließlich auf der Insel Borneo vor, er bewohnt die Küstenregionen und die tiefergelegenen Gebiete. Dort lebt er hauptsächlich in Torfmoorwäldern und Mangrovenwäldern.

## Aussehen
Laut Spektrum.de ist das Aussehen der ausgewachsenen Nasenaffen mit „gurkenförmig verlängerter Nase“ und – bei Männchen – einem „auffälligen roten Penis“ das auffälligste Merkmal der Tiere. Das Fell der Nasenaffen ist an der Oberseite gelblich-braun und an der Unterseite weiß gefärbt, Arme, Beine und Schwanz sind grau. Das haarlose Gesicht ist rot. Nasenaffen erreichen eine Kopf-Rumpf-Länge von 60 bis 75 cm, der Schwanz erreicht eine Länge von 55 bis 65 cm. Mit einem Gewicht bis zu 21 kg sind Männchen zirka doppelt so schwer wie Weibchen (10 kg).

## Lebensweise
Nasenaffen sind tagaktive Waldbewohner. Die Nacht und den Vormittag verbringen sie ruhend, den Höhepunkt ihrer Aktivität erreichen sie am Nachmittag und am Abend.
Sie leben in tiefergelegenen Regen- und Mangrovenwäldern, niemals weit vom Wasser entfernt. Sie können sehr gut schwimmen und 20 m tauchend zurücklegen, dank ihrer Schwimmhäute zwischen den Zehen. Oft springen sie direkt von den Bäumen ins Wasser. Nasenaffen gelten als die besten Schwimmer unter allen Primaten.
Sie leben in Gruppen von 5 bis 30 Tieren, die entweder Haremsgruppen (ein Männchen und viele Weibchen) oder reine Männchengruppen sein können. Während Weibchen eher bei ihrer Geburtsgruppe verbleiben, verlassen junge Männchen die Gemeinschaft bei Eintritt der Geschlechtsreife. Allerdings kommt es manchmal vor, dass erwachsene Weibchen sich von ihrem Partner trennen und sich einem anderen anschließen. Zur Nahrungssuche und zur Nachtruhe schließen sich oft mehrere Gruppen zu Verbänden zusammen.
Der genaue Nutzen der großen Nasen bei den Männchen ist unsicher, möglicherweise dienen sie der sexuellen Attraktivität: je größer die Nase, desto besser die Chancen bei den Weibchen.
Zudem vermutet man, dass mithilfe der Nase der Schall verstärkt und so lautere Geräusche erzielt werden können.

## Nahrung
Die Nahrung der Nasenaffen besteht zum überwiegenden Teil aus Blättern und Früchten, in geringerem Ausmaß werden auch Blüten verzehrt.

## Fortpflanzung
Die Initiative zur Begattung geht vom Weibchen aus, indem sie ihre Lippen spitzt, den Kopf hin und her schwingt oder dem Männchen ihren Genitalbereich präsentiert. Rund 170 Tage nach der Paarung kommt meist ein einzelnes Jungtier zur Welt, im Gegensatz zu den Erwachsenen haben Neugeborene ein blaues Gesicht. Die Mutter säugt ihr Kind rund sieben Monate, danach bleibt es noch einige Zeit in engem Kontakt mit ihr. Die Geschlechtsreife tritt mit 5 bis 7 Jahren ein, bei Männchen später als bei Weibchen.
Die Fortpflanzungszeit ist von Februar bis November.

## Nasenaffen und Menschen

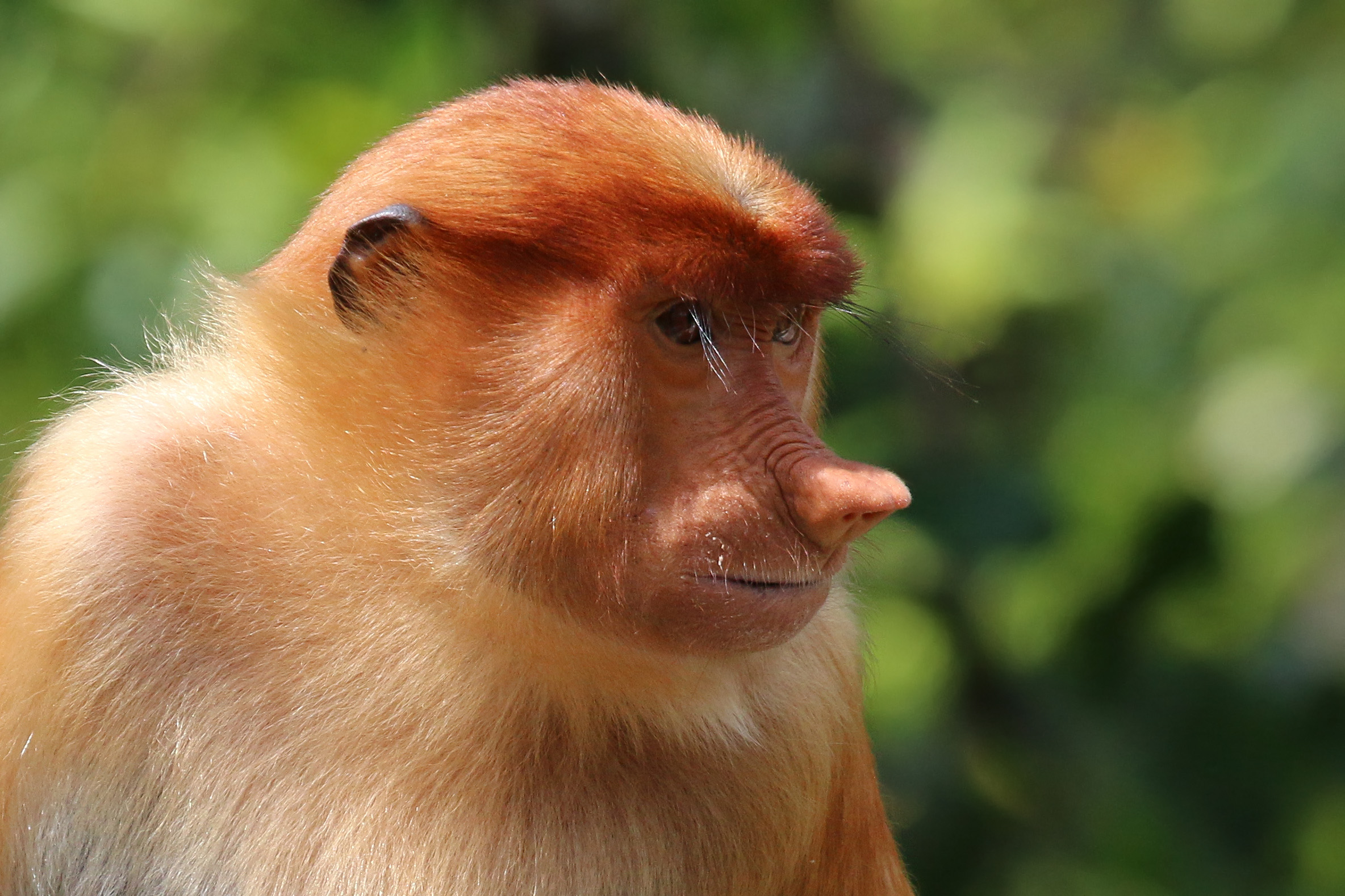
Weibchen

Die Abholzung und Brandrodung der Wälder zugunsten von Palmölplantagen stellt den Hauptgrund der Bedrohung der Nasenaffen dar, in einem geringeren Ausmaß kommt die Jagd dazu, obwohl die Art geschützt ist. Die Organisation Rettet den Regenwald hat eine Petition zum Schutz von Nasenaffen gestartet, die durch neue Palmöl-Plantagen in Sarawak bedroht sind. Die IUCN listet sie als „stark gefährdet“ (endangered). Sie wurde auf Anhang I der CITES-Liste des Washingtoner Artenschutz-Übereinkommens gesetzt. Nasenaffen sind somit als unmittelbar bedrohte Art eingestuft, deren Handel verboten ist.

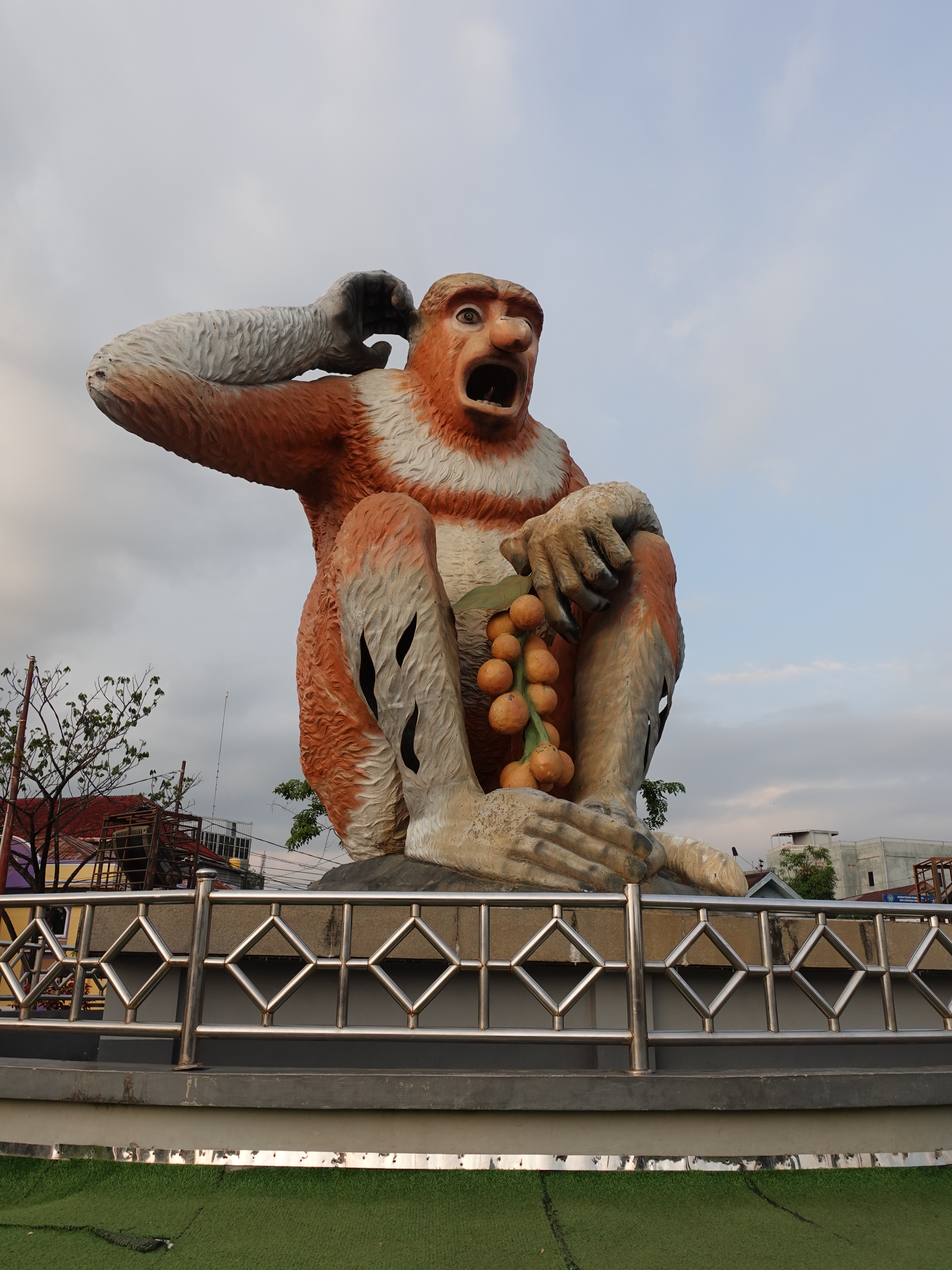
Nasenaffenstatue in Indonesien

Gebietsweise nennen die Malaien  den Nasenaffen Orang Belanda („Niederländer“).

## Nasenaffen in zoologischen Gärten Europas
Die Haltung und Zucht von Nasenaffen zum Zweck der Reproduktion und Arterhaltung war in den zoologischen Gärten Europas wenig erfolgreich. Zahlreiche Tiere starben aufgrund des falschen Futters. Wenige Zuchterfolge konnten die zoologischen Gärten Frankfurt (europäische Zooerstzucht 1967), Berlin, Köln, Stuttgart und Basel vermelden. Der letzte in einem europäischen zoologischen Garten gehaltene Nasenaffe lebte bis 2015 in Apenheul.

## Bildergalerie:
Photographien:

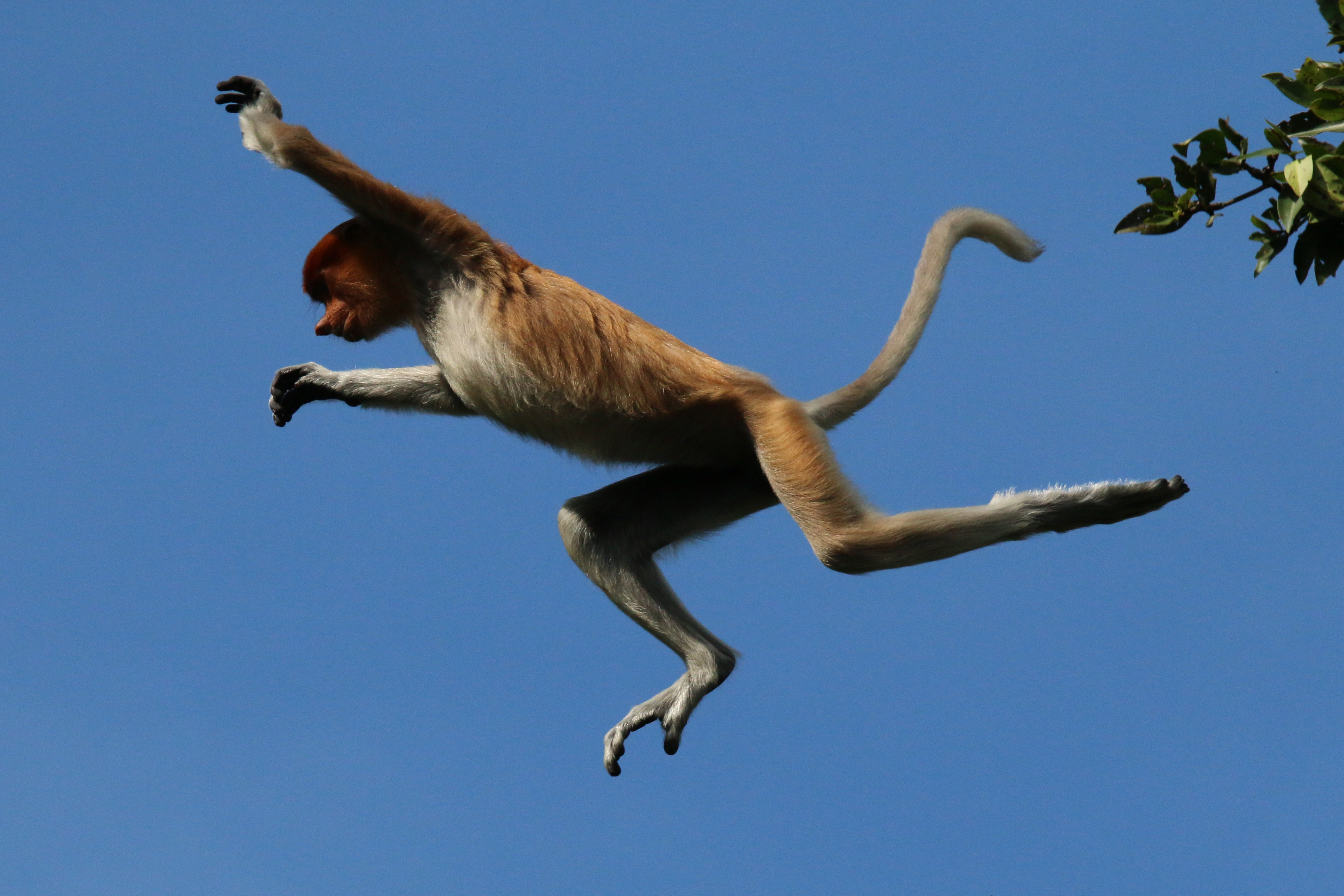
Nasenaffe beim Sprung
- Ein Nasenaffe uriniert von einem Baum herrab
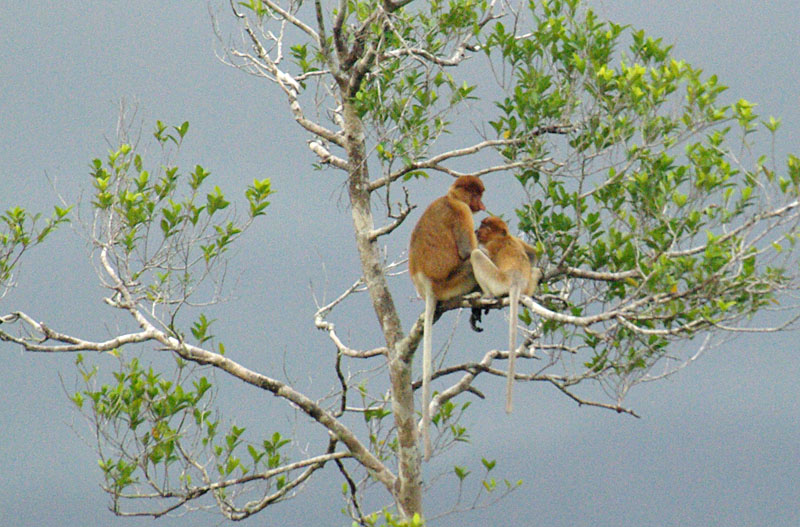
Nasenaffenmännchen und -weibchen
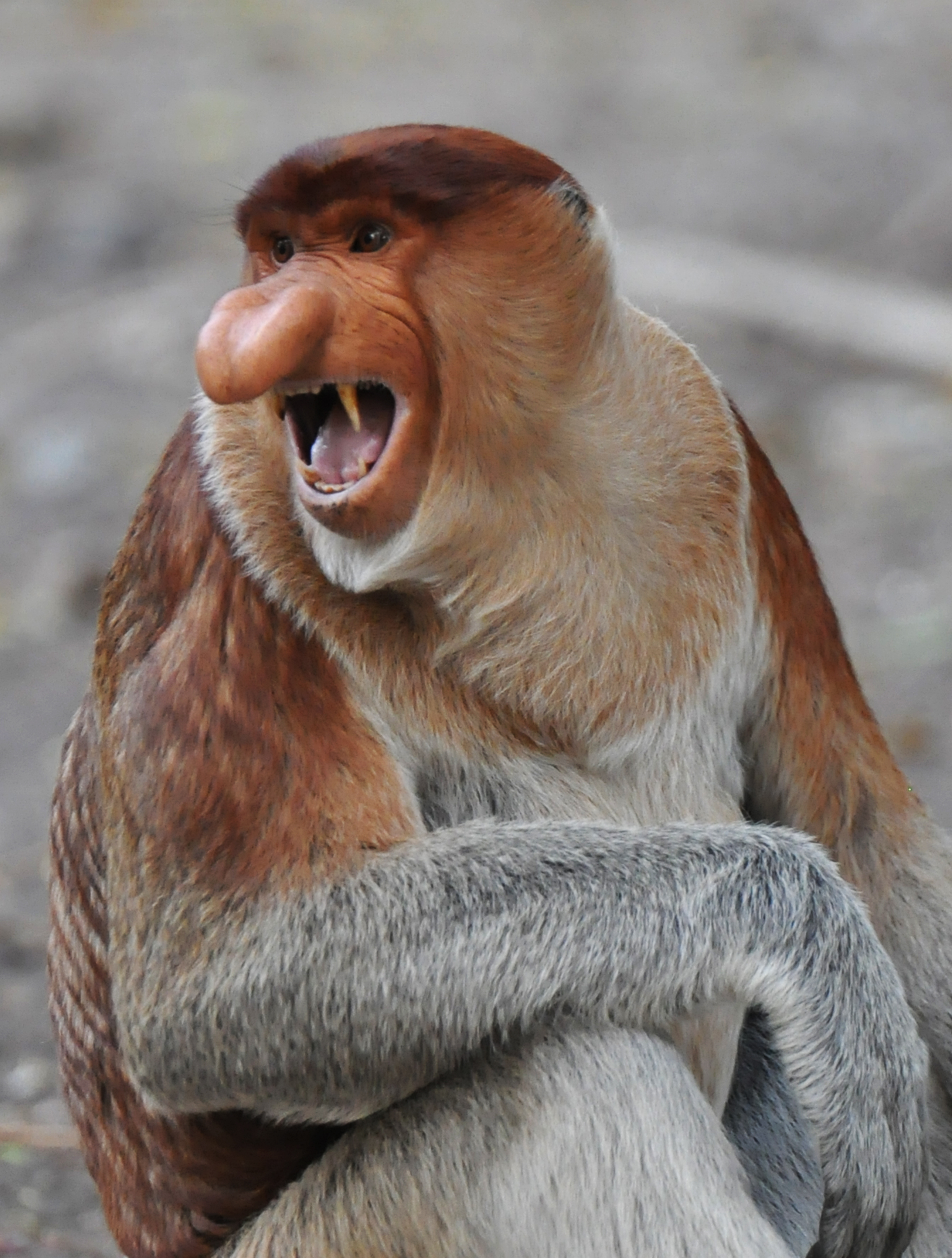
Nasenaffenmännchen zeigt seine Zähne
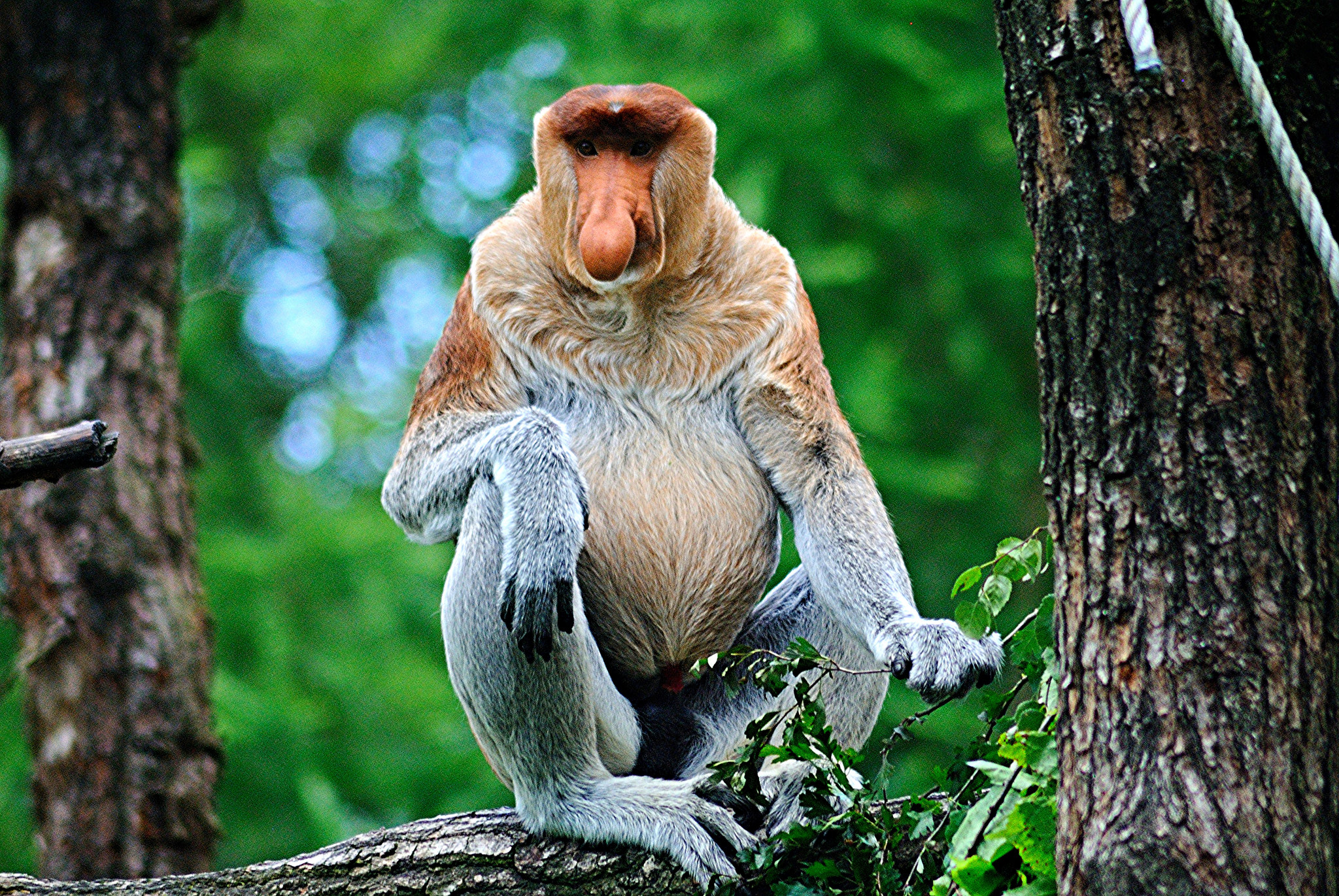
nasseres Nasenaffenmännchen
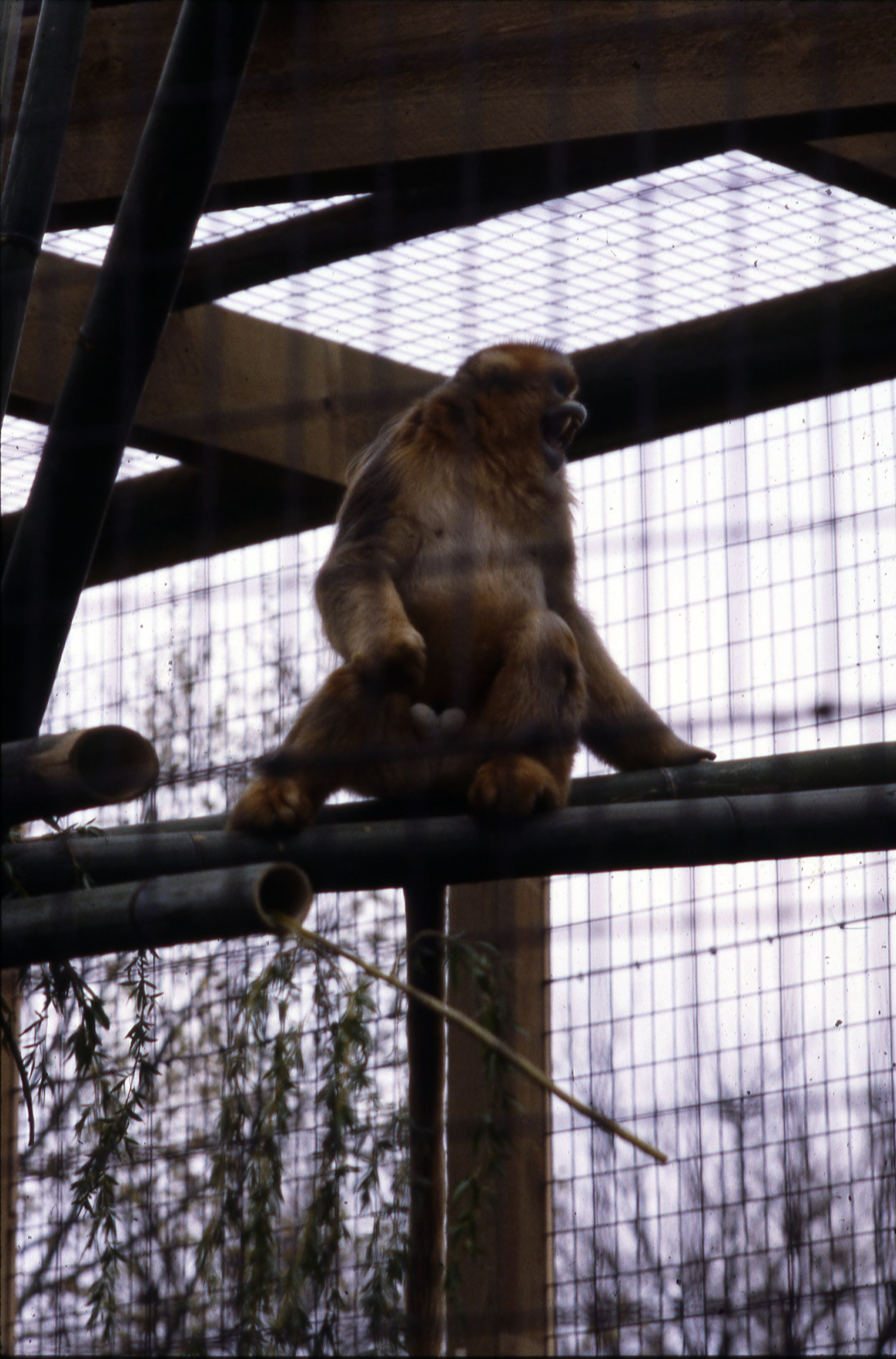
Nasenaffe im Zoo
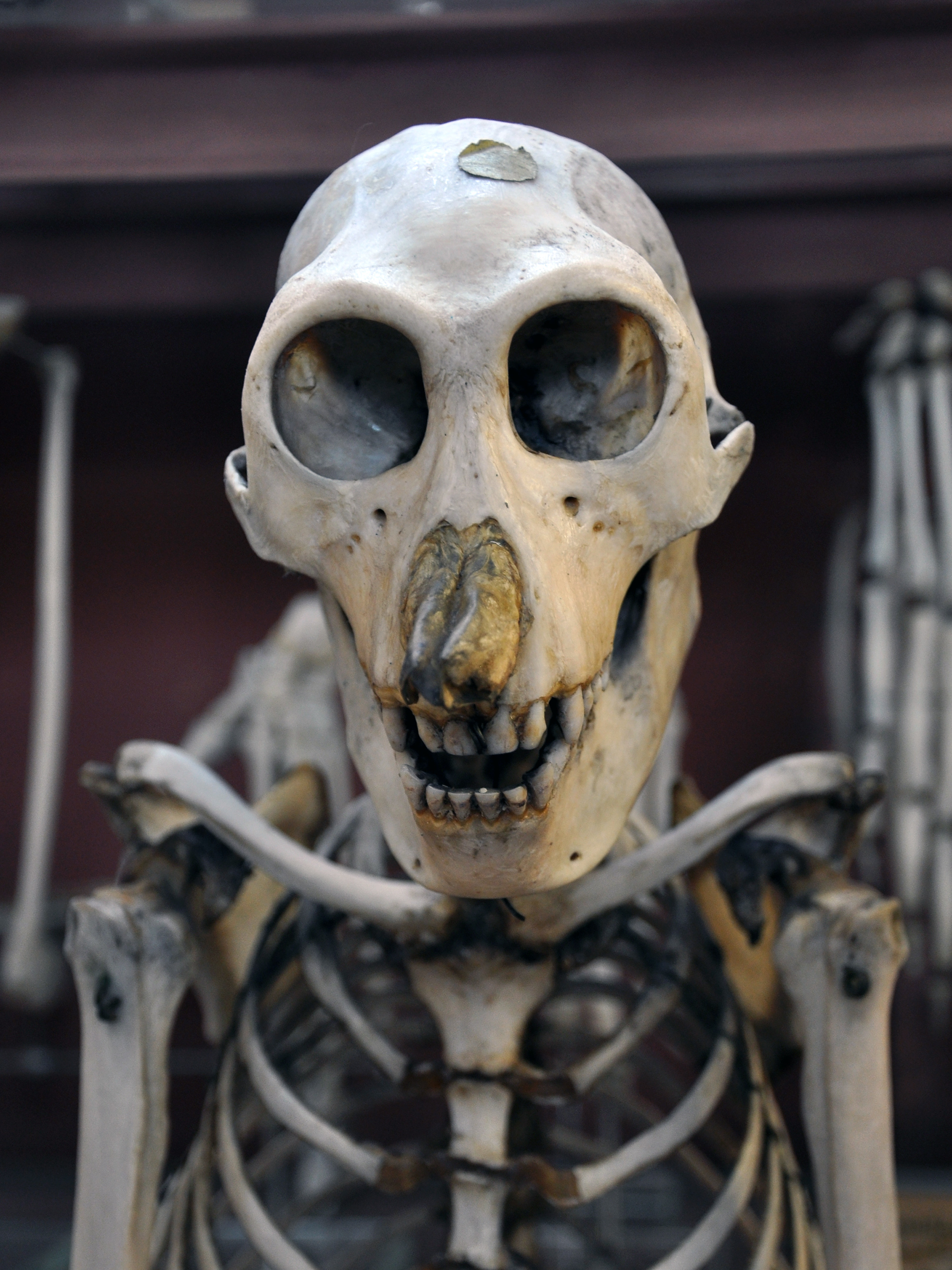
Der Nasenknorpel unterstützt die lange Nase der Männchen. Zur Demonstration wurde dieser daher drinnen gelassen

Illustrationen von Nasenaffen (inklusive Briefmarken):

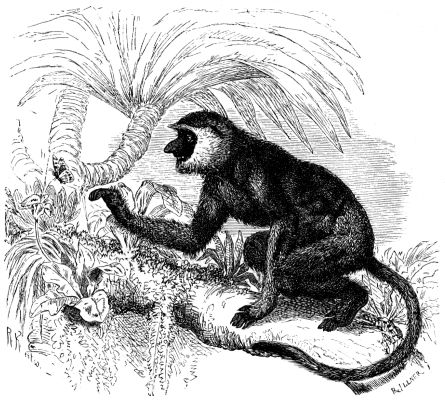
Illustration aus Brehms Tierleben
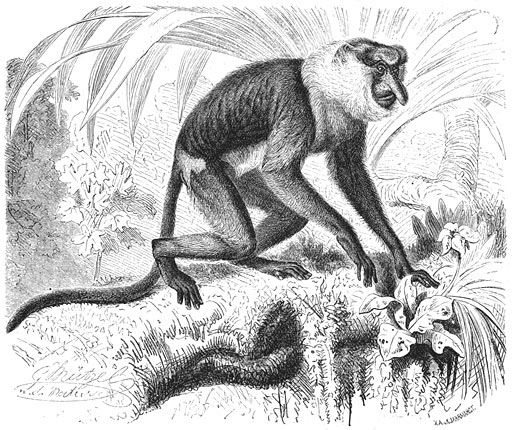
Illustration aus Brehms Tierleben von Alfred Brehm
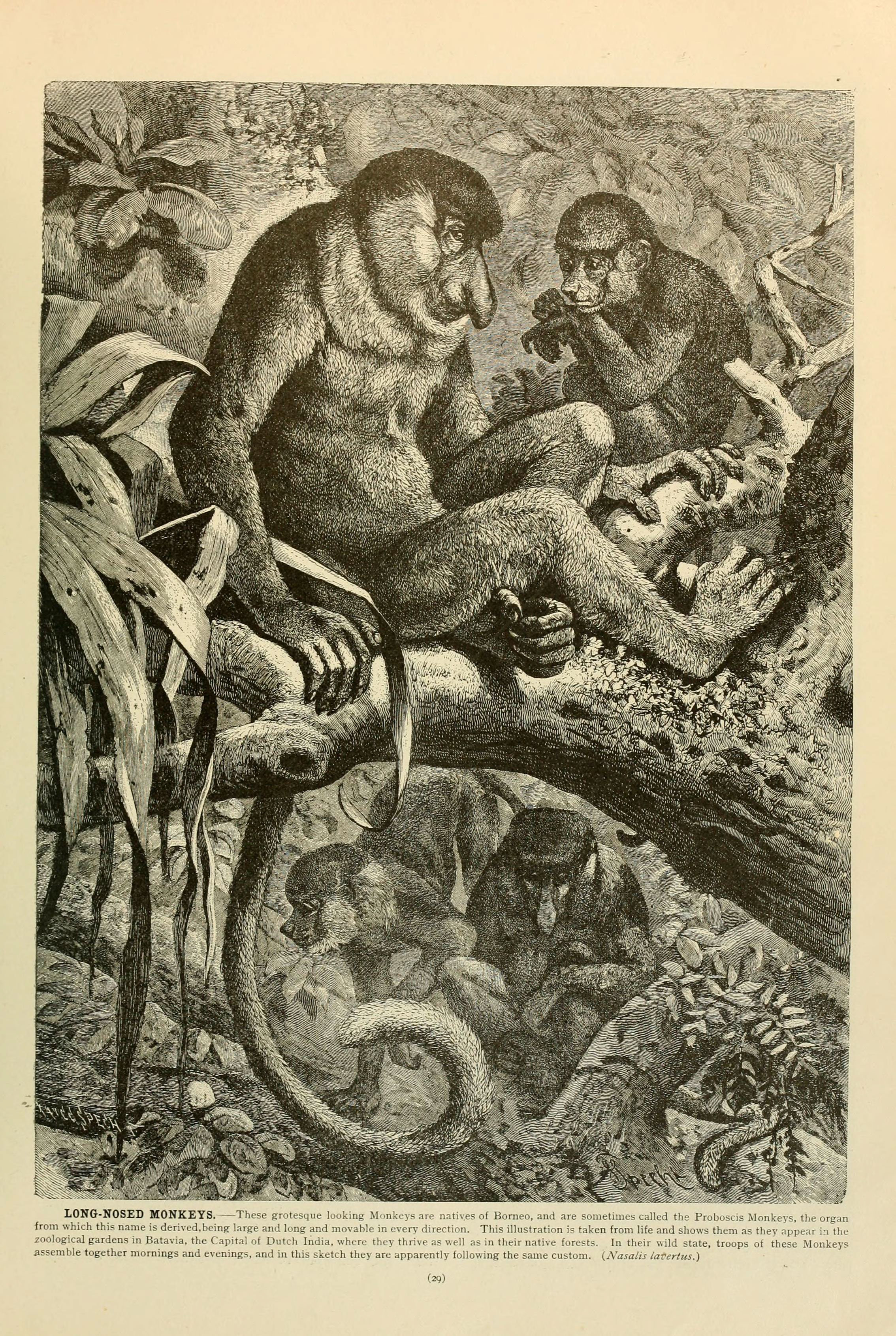
Weitere Illustration aus Brehms Tierleben
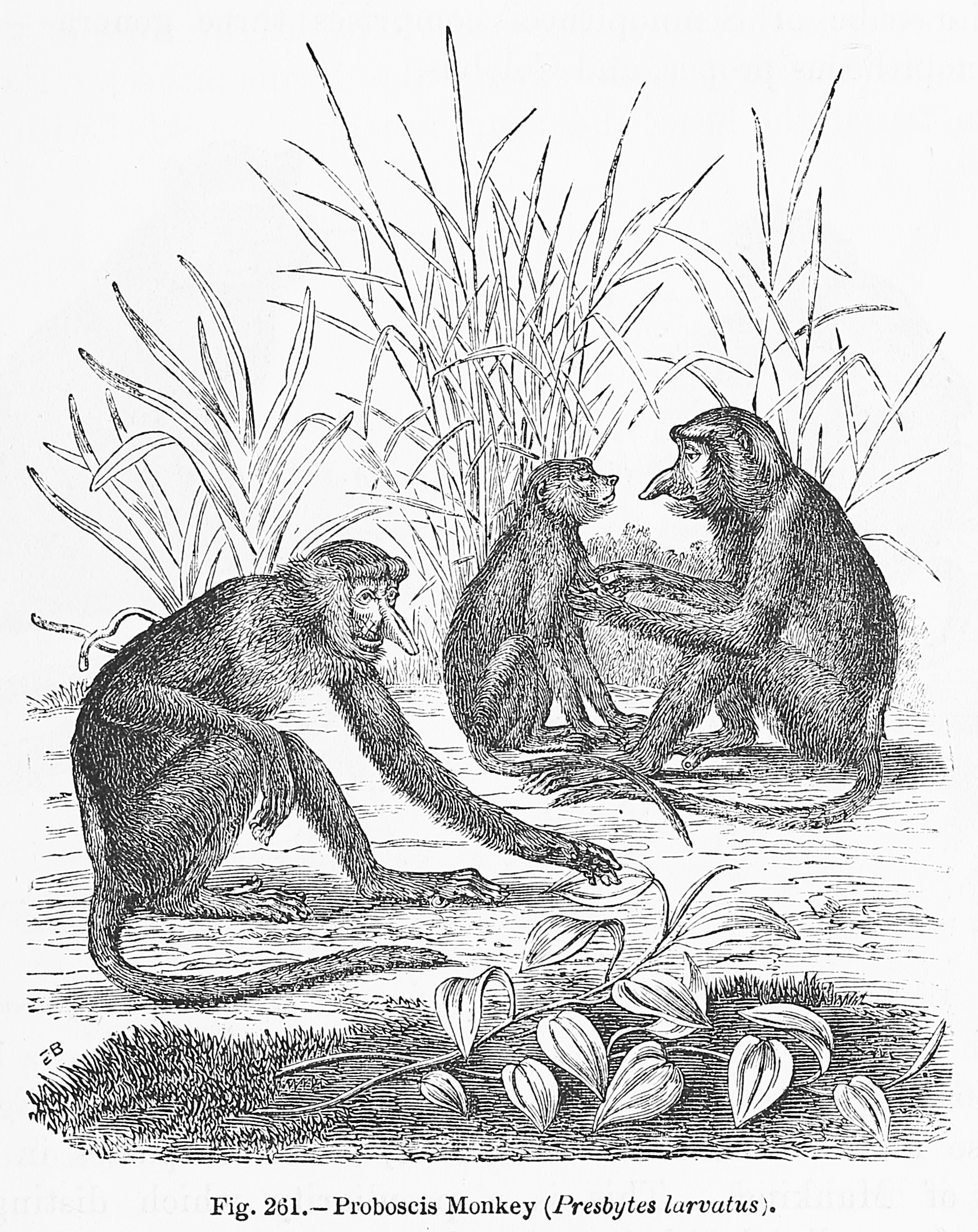
Illustration aus "Mammalia. Their various orders and habits popularly illustrated by typical species"
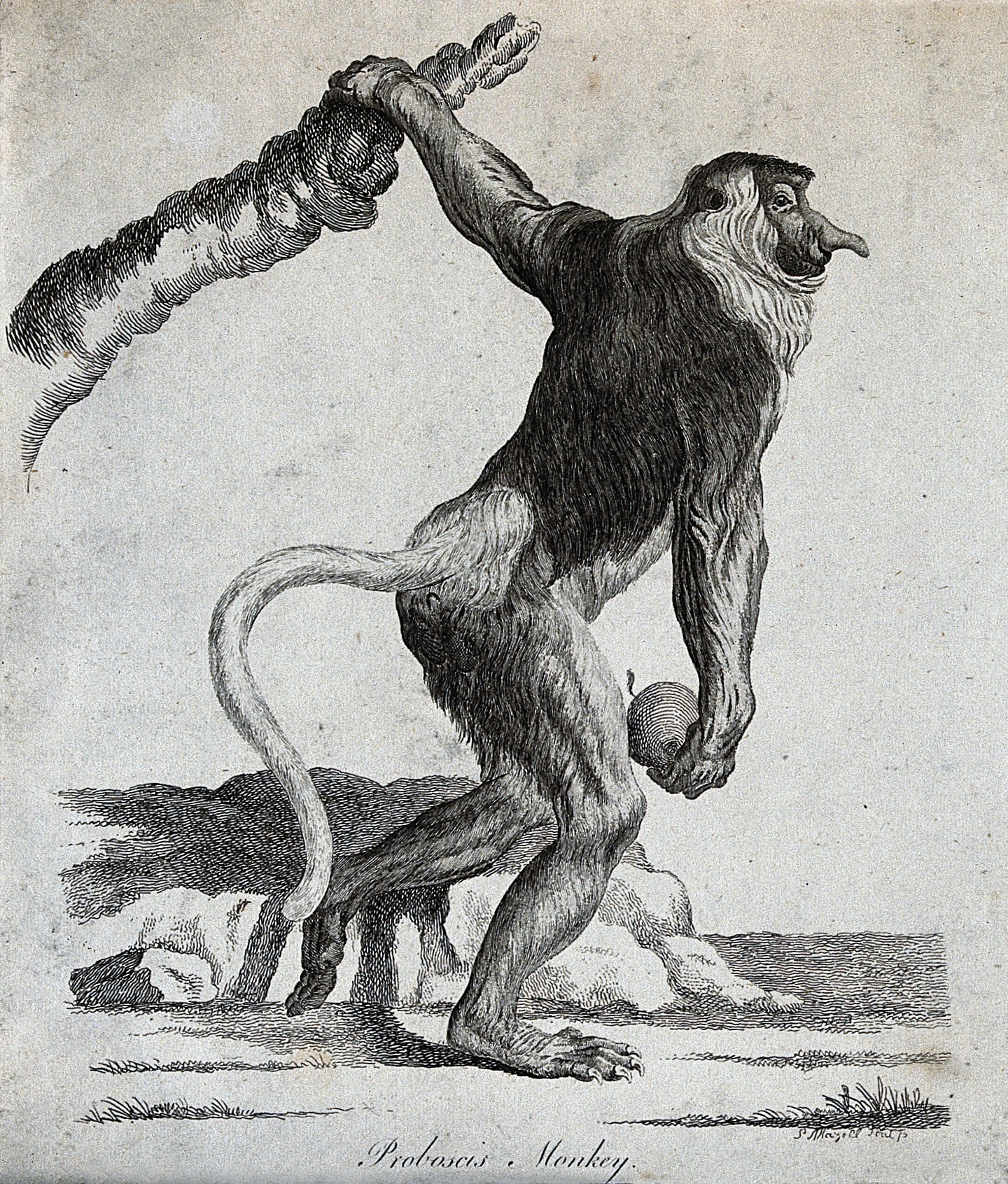
Illustration von Peter Mazell
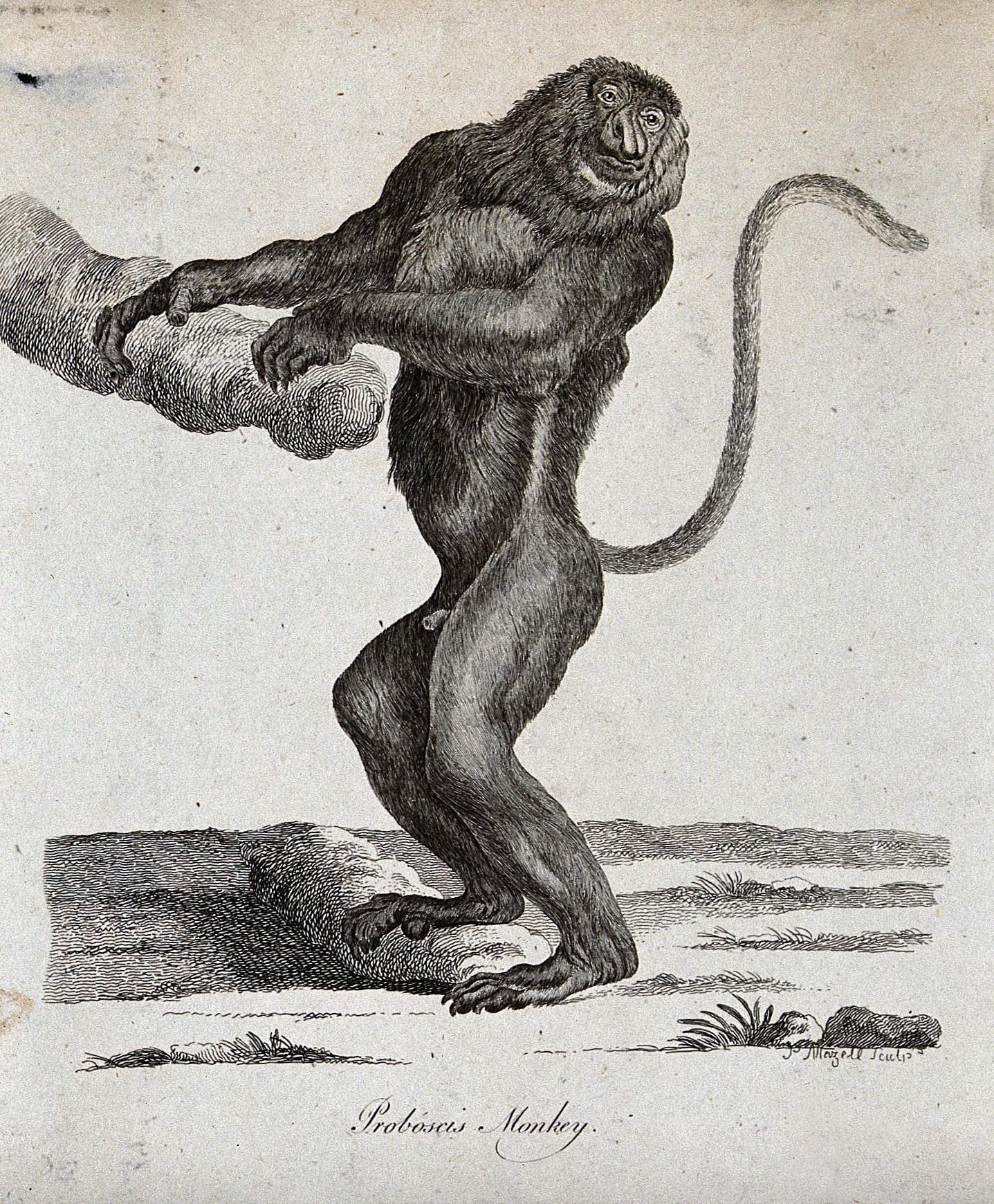
Weitere Illustration von Peter Mazell
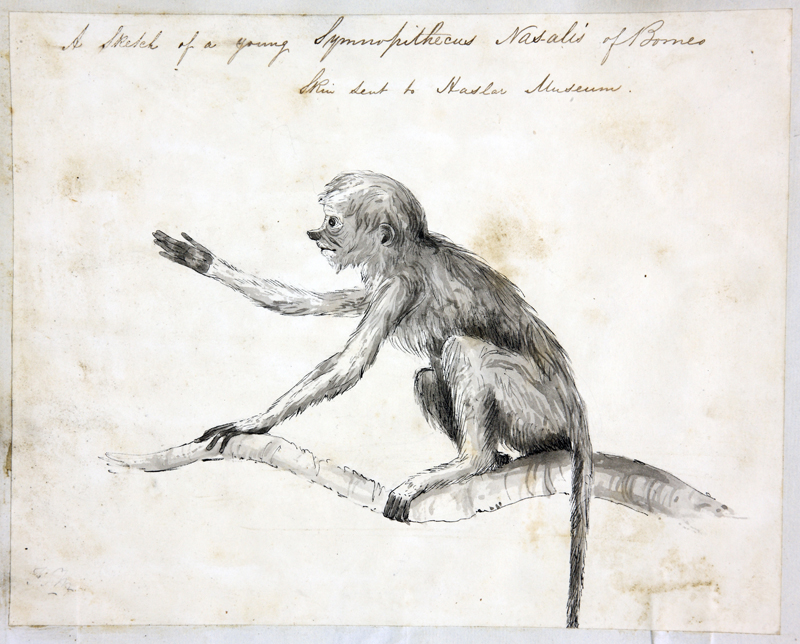
Illustration aus dem Tagebuch von Henry Walsh Mahon
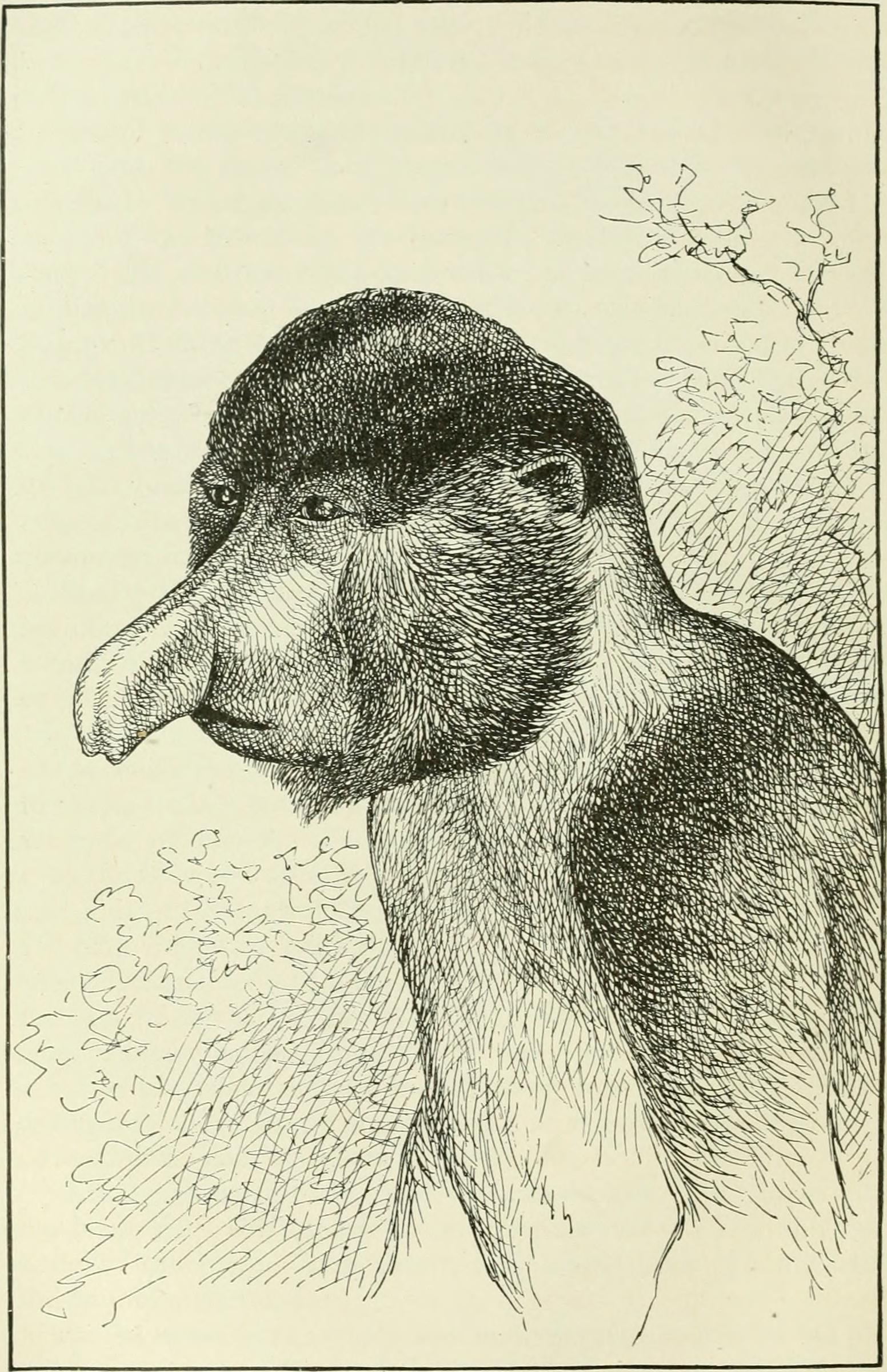
Illustration aus "Two Years in the Jungle"
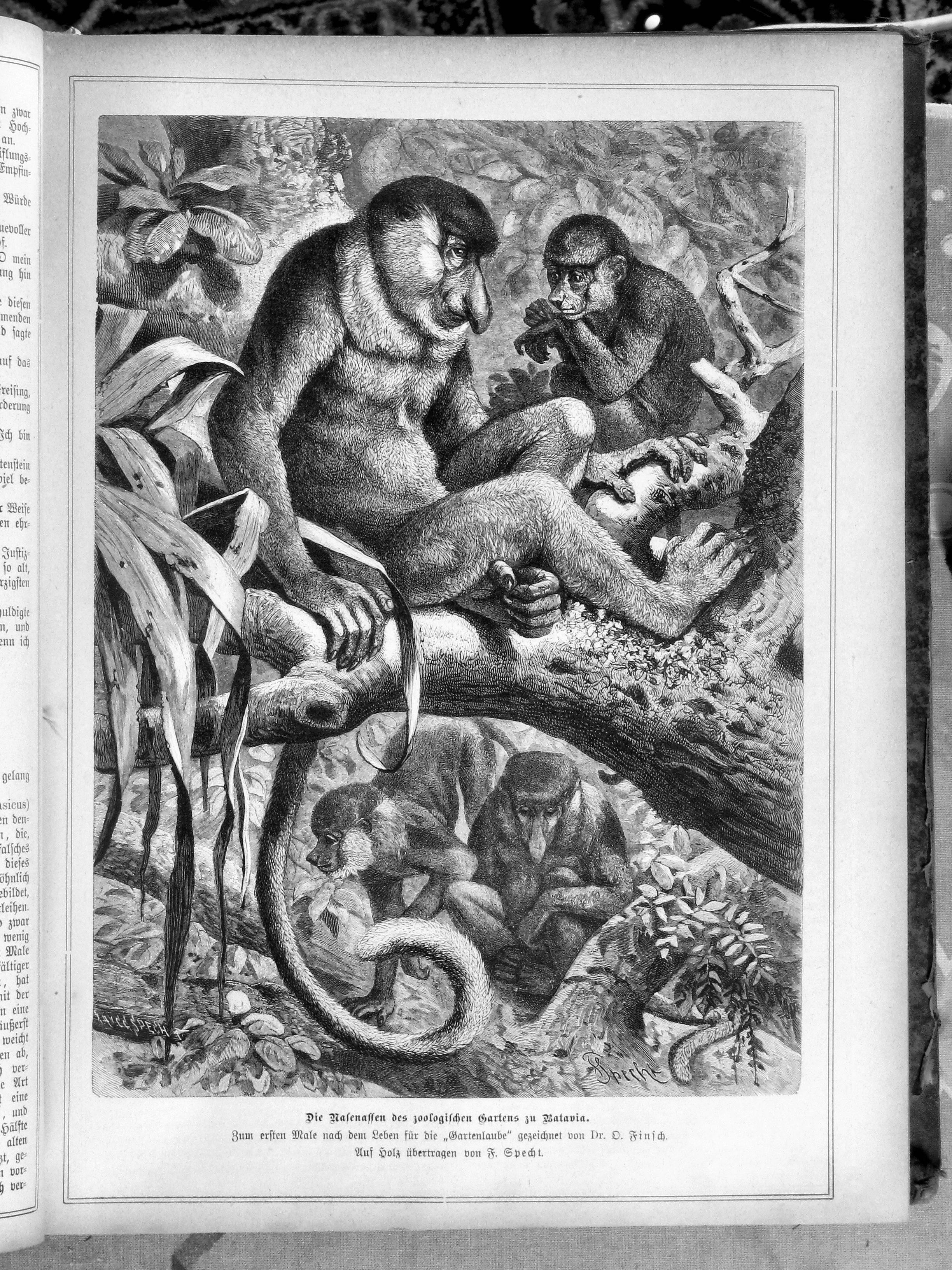
Illustration aus "Die Gartenlaube"
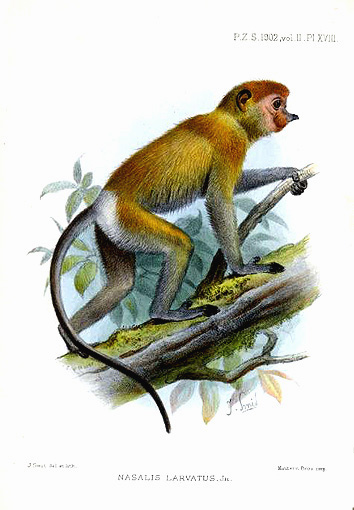
Illustration von Joseph Smit
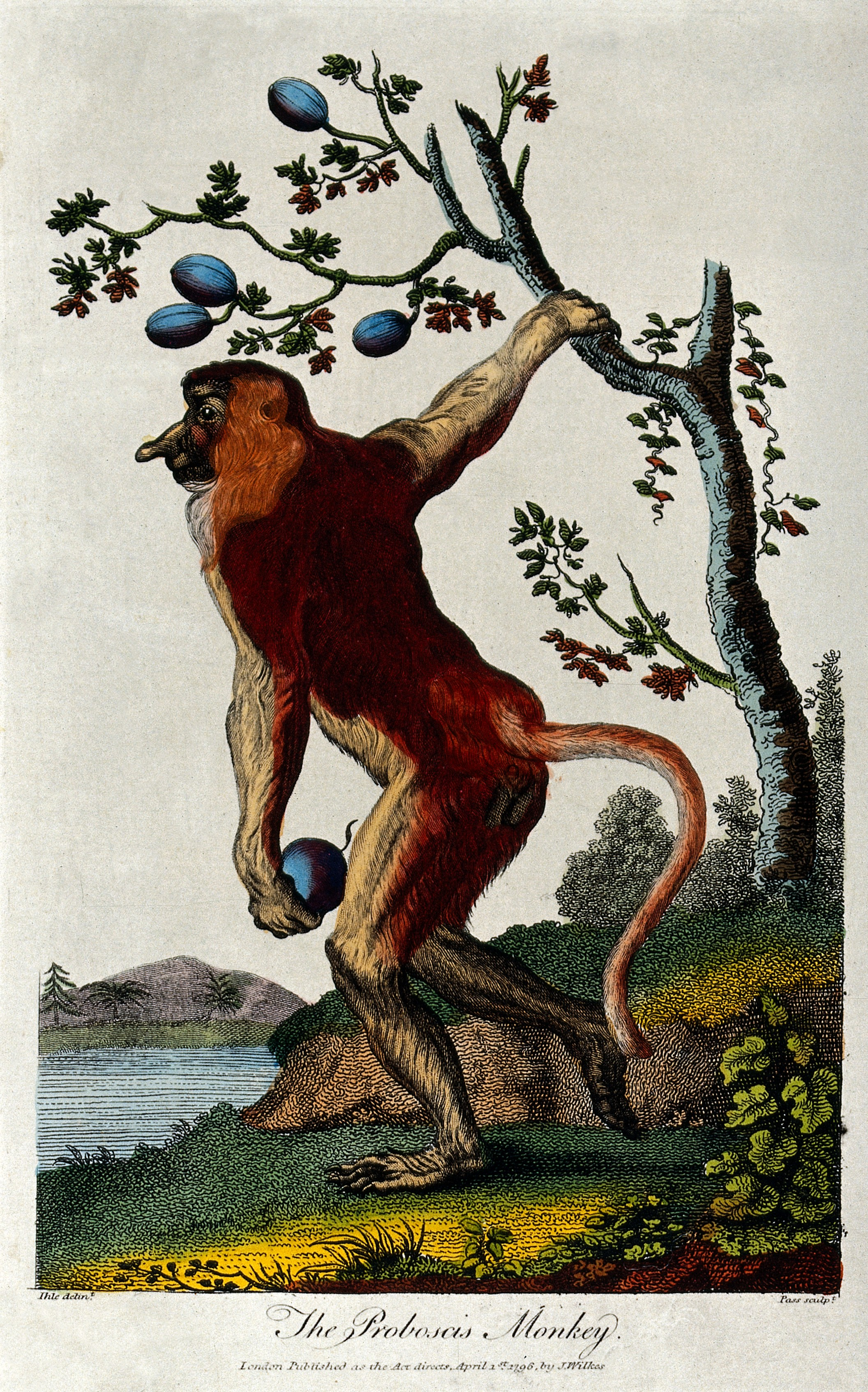
Illustration von Johann-Eberhard Ihle
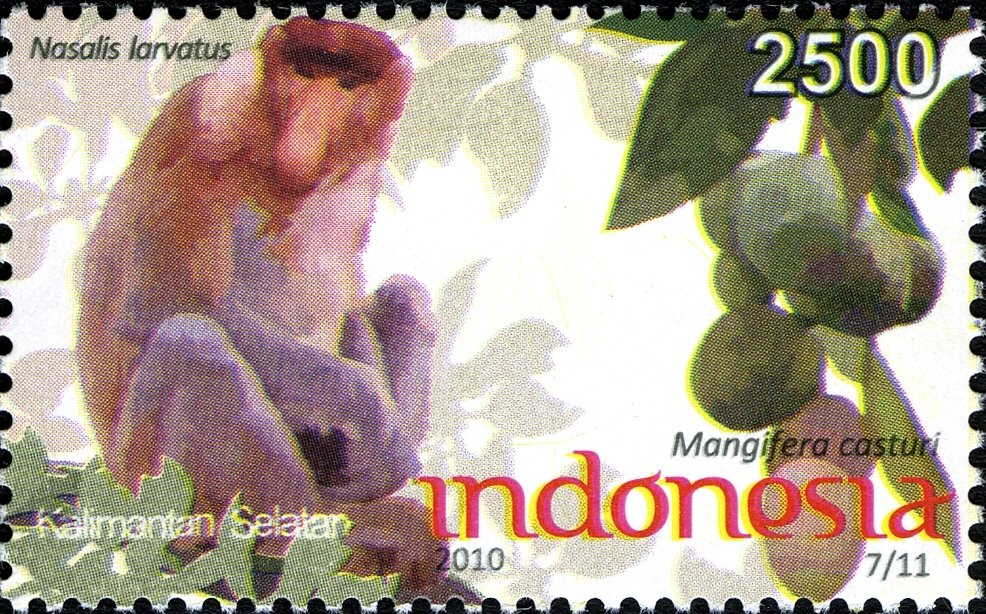
Briefmarke aus Indonesien von 2010
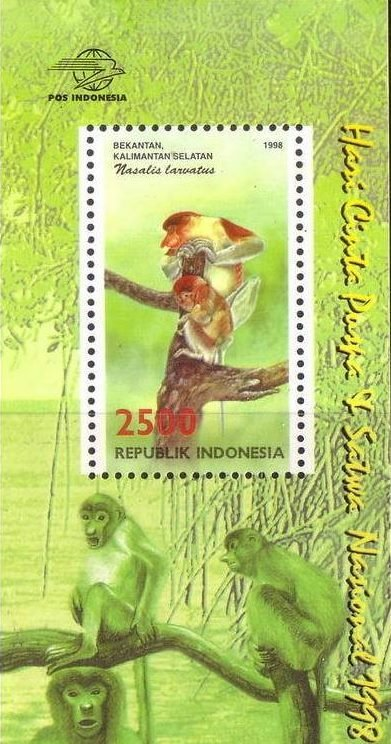
Briefmarke aus Indonesien von 1998
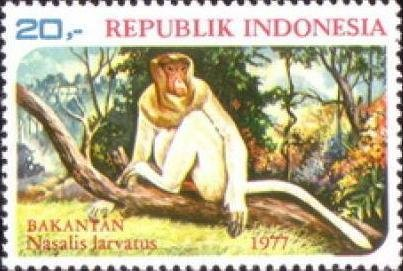
Briefmarke der Republick Indonesien von 1977
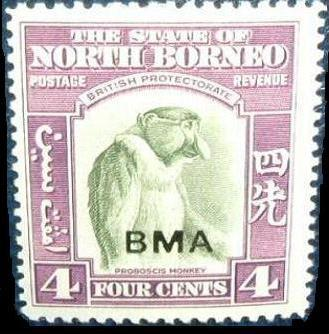
Briefmarke aus Borneo